# A-Junioren-Bundesliga 2005/06
Die A-Junioren-Bundesliga 2005/06 war die dritte Saison der 2003 gegründeten A-Junioren-Bundesliga. Sie wurde wie auch die Jahre zuvor in drei Staffeln gespielt.
Am Saisonende spielten die drei Staffelsieger sowie der Vizemeister der Staffel Süd/Südwest um die deutsche Meisterschaft. Die Halbfinals wurden in Hin- und Rückspiel, das Finale in einem Spiel ausgetragen.
Die drei letztplatzierten Mannschaften der drei Staffeln stiegen in die Regionalligen ab.
Deutscher A-Juniorenmeister wurde der FC Schalke 04, der sich im Finale gegen den FC Bayern München mit 2:1 durchsetzen konnte.

## Nord/Nordost
| Pl. | Verein                 | Sp. | Tore  | Punkte |
| --- | ---------------------- | --- | ----- | ------ |
| 01. | Hertha BSC (M)         | 26  | 69:32 | 56     |
| 02. | Energie Cottbus        | 26  | 59:27 | 55     |
| 03. | Werder Bremen          | 26  | 80:44 | 53     |
| 04. | Hannover 96            | 26  | 58:31 | 49     |
| 05. | VfL Wolfsburg          | 26  | 52:36 | 43     |
| 06. | Hansa Rostock          | 26  | 47:54 | 38     |
| 07. | Hamburger SV           | 26  | 37:34 | 37     |
| 08. | FC Sachsen Leipzig (N) | 26  | 39:40 | 37     |
| 09. | Tennis Borussia Berlin | 26  | 39:42 | 36     |
| 10. | Tasmania Gropiusstadt  | 26  | 48:47 | 33     |
| 11. | Rot-Weiß Erfurt        | 26  | 42:60 | 28     |
| 12. | VfL Osnabrück (N)      | 26  | 41:89 | 21     |
| 13. | FV Dresden Nord        | 26  | 30:62 | 18     |
| 14. | 1. FC Union Berlin (N) | 26  | 26:57 | 11     |

| (M) | Meister der letzten Saison    |
| (N) | Aufsteiger der letzten Saison |

### Torschützenliste
|    |             | Spieler           | Verein                      | Tore |
| -- | ----------- | ----------------- | --------------------------- | ---- |
| 1. | Deutschland | Christof Neumann  | Energie Cottbus             | 21   |
| 2. | Turkei      | Murat Turhan      | SV Tasmania Gropiusstadt 73 | 17   |
| 3. | Deutschland | Timur Özgöz       | Tennis Borussia Berlin      | 14   |
| 4. | Deutschland | Renke Pflug       | Werder Bremen               | 13   |
| 4. | Deutschland | Caglayan Tunc     | VfL Wolfsburg               | 13   |
| 4. | Deutschland | Tilman Zychlinski | Hannover 96                 | 13   |

## West
| Pl. | Verein                   | Sp. | Tore  | Punkte |
| --- | ------------------------ | --- | ----- | ------ |
| 01. | FC Schalke 04            | 26  | 66:19 | 62     |
| 02. | VfL Bochum (M)           | 26  | 68:23 | 55     |
| 03. | Borussia Mönchengladbach | 26  | 57:22 | 55     |
| 04. | 1. FC Köln               | 26  | 54:25 | 51     |
| 05. | Borussia Dortmund        | 26  | 50:38 | 46     |
| 06. | Bayer 04 Leverkusen      | 26  | 60:40 | 45     |
| 07. | Bonner SC                | 26  | 39:53 | 32     |
| 08. | Arminia Bielefeld        | 26  | 46:43 | 30     |
| 09. | Rot-Weiss Essen          | 26  | 40:40 | 30     |
| 10. | LR Ahlen                 | 26  | 27:53 | 25     |
| 11. | SG Wattenscheid 09       | 26  | 29:49 | 22     |
| 12. | VfL Leverkusen (N)       | 26  | 26:55 | 19     |
| 13. | SC Paderborn 07 (N)      | 26  | 23:67 | 18     |
| 14. | Rot-Weiß Oberhausen (N)  | 26  | 24:82 | 17     |

| (M) | Meister der letzten Saison    |
| (N) | Aufsteiger der letzten Saison |

### Torschützenliste
|    |              | Spieler                | Verein                   | Tore |
| -- | ------------ | ---------------------- | ------------------------ | ---- |
| 1. | Griechenland | Konstantinos Mitroglou | Borussia Mönchengladbach | 24   |
| 2. | Deutschland  | Fisnik Zejnullahu      | VfL Bochum               | 21   |
| 3. | Deutschland  | Abdenour Amachaibou    | Borussia Dortmund        | 14   |
| 3. | Deutschland  | Jerome Assauer         | 1. FC Köln               | 14   |
| 3. | Deutschland  | Mesut Özil             | FC Schalke 04            | 14   |
| 3. | Turkei       | Tolga Öztürk           | FC Schalke 04            | 14   |

## Süd/Südwest
| Pl. | Verein                  | Sp. | Tore   | Punkte |
| --- | ----------------------- | --- | ------ | ------ |
| 01. | SC Freiburg             | 26  | 70:018 | 56     |
| 02. | FC Bayern München       | 26  | 71:027 | 56     |
| 03. | VfB Stuttgart (M)       | 26  | 52:029 | 51     |
| 04. | TSV 1860 München        | 26  | 45:032 | 43     |
| 05. | Karlsruher SC           | 26  | 45:037 | 38     |
| 6.  | 1. FC Kaiserslautern    | 26  | 41:037 | 37     |
| 7.  | SSV Ulm 1846            | 26  | 31:036 | 37     |
| 8.  | 1. FC Nürnberg          | 26  | 33:028 | 36     |
| 9.  | TSG 1899 Hoffenheim (N) | 26  | 41:046 | 33     |
| 10. | SpVgg Greuther Fürth    | 26  | 36:041 | 33     |
| 11. | Stuttgarter Kickers     | 26  | 27:048 | 32     |
| 12. | Eintracht Frankfurt     | 26  | 37:044 | 27     |
| 13. | SSV Jahn Regensburg (N) | 26  | 37:063 | 26     |
| 14. | Eintracht Trier (N)     | 26  | 23:103 | 06     |

| (M) | Meister der letzten Saison    |
| (N) | Aufsteiger der letzten Saison |

### Torschützenliste
|    |             | Spieler          | Verein            | Tore |
| -- | ----------- | ---------------- | ----------------- | ---- |
| 1. | Deutschland | Patrick Mayer    | VfB Stuttgart     | 15   |
| 1. | Deutschland | Sandro Wagner    | FC Bayern München | 15   |
| 3. | Deutschland | Martin Hess      | VfB Stuttgart     | 14   |
| 4. | Deutschland | Timo Waslikowski | SC Freiburg       | 13   |
| 5. | Deutschland | Felix Roth       | SC Freiburg       | 12   |

## Endrunde um die Deutsche A-Junioren-Meisterschaft 2006

### Halbfinale
|                | Gesamt |               | Hinspiel (17.6.2006) | Rückspiel (17.5.2006) |
| -------------- | ------ | ------------- | -------------------- | --------------------- |
| Bayern München | 3:1    | SC Freiburg   | 2:1 (1:1)            | 1:0 (1:0)             |
| Hertha BSC     | 2:3    | FC Schalke 04 | 2:0 (1:0)            | 0:3 (0:1)             |

### Finale
Das Finale fand am 4. Juni 2006 im Gelsenkirchener Stadion Lüttinghof statt.
| Paarung           | FC Schalke 04 – FC Bayern München |
| Ergebnis          | 2:1 (2:1) |
| Datum             | 4. Juni 2006 um 11:00 Uhr |
| Stadion           | Stadion Lüttinghof, Gelsenkirchen |
| Zuschauer         | 6528 |
| Schiedsrichter    | Peter Gagelmann (Bremen) |
| Tore              | 1:0 Pisano (20.) 2:0 Boenisch (34., Elfmeter) 2:1 Görlitz (45.) |
| FC Schalke 04     | Ralf Fährmann – Nedim Hasanbegović, Benedikt Höwedes, Jens Grembowietz, Sebastian Boenisch – André Kilian, Timo Kunert (84. Andreas Altenbeck), Salih Altın, Mesut Özil – Giuseppe Pisano (74. Tolga Öztürk), Tayfun Pektürk (89. Kevin Kisyna) Cheftrainer: Norbert Elgert                       |
| FC Bayern München | Thomas Kraft – Matthias Schwarz, Alexander Benede, Mats Hummels, Sebastian Langkamp – Tom Schütz (81. Alexander Buch), Stefan Rieß (71. Steffen Schneider), Michael Görlitz, Deniz Yılmaz – Sandro Wagner (79. Daniel Sikorski), Christian Doll (64. Marco Höferth) Cheftrainer: Kurt Niedermayer |